# مسلمو حلواني
مسلمو حلواني (الأردو حلواى ى) هو مجتمع مسلم يوجد في أجزاء مختلفة من الهند وباكستان، وخاصة في ولاية أوتار براديش. تعود أصول أجدادهم حسب أدعائهم إلى القبائل العدنانية العربية، وآخرون ينسبونهم إلى الفرس. وسمو بالحلواني بسبب أمتهانهم صناعة الحلويات. ويفضلون تسميتهم بالشيخ. ويُعرفون أيضًا باسم صديقي وفريدي وعدناني.